# مصوبه‌های اتحاد ۱۸۰۰
مصوبه‌های اتحاد ۱۸۰۰ (گاهی اوقات به اشتباه به عنوان مصوبه‌های اتحاد ۱۸۰۱ نامیده می‌شود) مصوبات همزمان پارلمان بریتانیای کبیر و پارلمان ایرلند بود که پادشاهی بریتانیای کبیر و پادشاهی ایرلند (قبلاً در اتحاد شخصی) را متحد کرد تا پادشاهی متحد بریتانیای کبیر و ایرلند ایجاد شود. این مصوبات در ۱ ژانویه ۱۸۰۱ به اجرا درآمد و مجلس بریتانیا اولین جلسه خود را در ۲۲ ژانویه سال ۱۸۰۱ برقرار ساخت.